# Call Me When You're Sober
Singles de Evanescence
Everybody's Fool
(2004) Lithium
(2006)
Call Me When You're Sober (traduction: appelle-moi quand tu seras sobre) est le premier single extrait de l'album The Open Door d'Evanescence.
La face-B du single contient une version acoustique de la chanson.

## Signification et Clip
La chanson fait allusion à Shaun Morgan, leader du groupe Seether et l'ancien petit ami d'Amy, qui était alcoolique et a dû suivre une cure de désintoxication en 2006.
Le clip a été réalisé par Marc Webb et tourné à Los Angeles. Il met en scène Amy, l'acteur Oliver Goodwill, ainsi que des loups.
C'est en quelque sorte une adaptation du petit chaperon rouge.

## Liste des pistes
- CD single (2006 UK 6-track enhanced 2-CD single set) - Date de sortie septembre 2006
  - CD 1

1. "Call Me When You're Sober" (Album version) -  3:34
2. "Call Me When You're Sober" (Acoustic version) -  3:37

- - CD 2

1. "Call Me When You're Sober" (Album version) - 3:34
2. "Call Me When You're Sober" (Acoustic version) - 3:37
3. "Making of the Video" (Video clip) - 5:20
4. "Call Me When You're Sober" (Music video) - 3:33

- - Vinyl single (2006 UK limited edition 2-track 7" vinyl single) - Date de sortie septembre 2006

1. "Call Me When You're Sober" (Album version) - 3:34
2. "Call Me When You're Sober" (Acoustic version) - 3:37

## Classements et certifications
| Classement (2006)                  | Meilleure position |
| ---------------------------------- | ------------------ |
| Australie (ARIA)                   | 5                  |
| Autriche (Ö3 Austria Top 40)       | 7                  |
| Belgique (Flandre Ultratip 100)    | 3                  |
| Belgique (Wallonie Ultratip 50)    | 10                 |
| Europe (Hot 100)                   | 4                  |
| Finlande (Suomen virallinen lista) | 7                  |
| France (SNEP)                      | 20                 |
| Allemagne (Media Control AG)       | 13                 |
| Irlande (IRMA)                     | 13                 |
| Italie (FIMI)                      | 3                  |
| Pays-Bas (Nederlandse Top 40)      | 9                  |
| Nouvelle-Zélande (RMNZ)            | 3                  |
| Norvège (VG-lista)                 | 15                 |
| Suède (Sverigetopplistan)          | 23                 |
| Suisse (Schweizer Hitparade)       | 6                  |
| Royaume-Uni (UK Singles Chart)     | 4                  |
| États-Unis (Hot 100)               | 10                 |
| États-Unis (Pop Airplay)           | 7                  |
| États-Unis (Adult Pop Songs)       | 6                  |
| États-Unis (Alternative Songs)     | 4                  |

| Classement (2006)             | Position |
| ----------------------------- | -------- |
| Australie Classement single   | 32       |
| Pays-Bas Top 40               | 68       |
| Suisse Singles Chart          | 83       |
| Royaume-Uni Singles Chart     | 139      |
| États-Unis Billboard Hot 100  | 77       |
| États-Unis Hot Digital Songs  | 55       |
| États-Unis Hot Digital Tracks | 43       |
| États-Unis Pop Songs          | 61       |
| États-Unis Alternative Songs  | 27       |
| Classement (2007)             | Position |
| États-Unis (Pop Songs)        | 90       |

| Pays (organisme)  | Certifications |
| ----------------- | -------------- |
| Australie (ARIA)  | Or             |
| États-Unis (RIAA) | Platine        |